# نیاز دیاسامیدزه
نیاز دیاسامیدزه (گرجی: ნიაზ დიასამიძე؛ متولد ۱۳ ژوئن ۱۹۷۳) نوازنده، خواننده، ترانه‌سرا، خطاط و بازیگر گرجستانی است که به عنوان خواننده اصلی و عضو مؤسس 33a شناخته می‌شود.
نیاز در تفلیس، پایتخت گرجستان، شوروی متولد شد. در سال ۱۹۹۴ او گروه موسیقی محلی و موسیقی پاپ راک 33a را تأسیس کرد، نام گروه از آدرس - 33a، خیابان پالیاویشویلی، جایی که دیاسامیدزه در آن زندگی می‌کند، گرفته شده‌است.

## فیلم‌شناسی

### به عنوان آهنگساز
- ۲۰۱۴ تفلیسی (مجموعه تلویزیونی) (موسیقی اصلی توسط)
- ۲۰۱۴ تفلیس، من تو را دوست دارم
- ۲۰۱۳ نارنگیها
- ۲۰۱۲ Bolo Gaseirneba
- ۲۰۱۱ گلی +
- ۲۰۰۹ داستان عشق تفلیسوری
- ۲۰۰۹ The Conflict Zone (موسیقی اصلی توسط)
- ۲۰۰۸ Ursnobi jariskatsebi (مستند)
- ۲۰۰۷ Subordinacia
- ۲۰۰۵ تفلیس-تفلیس
- ۱۹۹۷ Otsnebebis sasaplao
- ۱۹۹۵ Atu - Alaba (Otel Kalipornia) (کوتاه)

### به عنوان بازیگر
- ۱۹۸۷ Pesvebi - ریشه